# 埃及政治

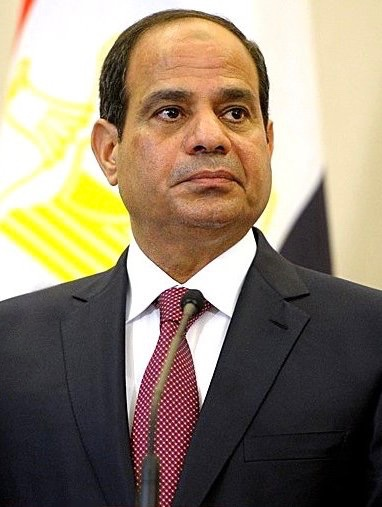
埃及总统阿卜杜勒-法塔赫·塞西

埃及政府，自从2011年埃及总统胡斯尼·穆巴拉克下台后数天的大规模抗议活动开始，埃及是軍事管制下的共和國。立法权归属政府和埃及人民議會。

## 歷史
1953年6月18日以来，埃及一直是共和国体制。共和国建立以来，四名埃及人曾担任总统。走马上任的第一任总统是穆罕默德·纳吉布。自1981年10月14日前总统穆罕默德·安瓦尔·萨达特遇刺后，第四任总统的位置由穆罕默德·胡斯尼·穆巴拉克接任。
永久憲法於1971年9月11日經公民投票通過。憲法規定埃及是「以勞動人民力量聯盟為基礎的民主和社會主義制度的國家」，經濟上有「國家所有制、合作社所有制和私人所有制」三種形式。
總統是國家元首兼武裝部隊最高統帥，由人民議會提名，公民投票選出，任期4年，任命副總統、總理及內閣部長，以及解散人民議會，在特殊時期可採取緊急措施；在人民議會（立法機關）閉會期間，還可通過頒布法令進行統治。1980年5月22日經公民投票修改憲法，規定政治制度「建立在多黨制基礎上」；「總統可多次連選連任」，並增加了「建立協商會議」的條文。
人民議會是最高立法機關。議員由普選產生，任期5年。議會的主要職能是：提名總統候選人；主持制定和修改憲法；決定國家總政策；批准經濟和社會發展計劃及國家預算、決算，並對政府工作進行監督。
協商會議是薩達特總統於1979年提出建立並寫入憲法的。1980年11月1日，協商會議正式成立。委員共210名，其中三分之二由各階層、機構和派別選舉產生，其中一半應是工人和農民；三分之一由總統任命。根據憲法規定，協商會議是與人民議會並立存在但無立法權和監督權的咨詢機構。每屆任期六年，三年改選一半委員，可連選連任，亦可再次任命。協商會議設主席、副主席。
1981年10月14日，薩達特總統於閱兵大典遭同情伊斯蘭份子的士兵公然槍殺，旁邊的副總統穆巴拉克僥倖躲過一劫，8天後在軍隊擁戴下繼任總統，從此埃及一直處在緊急命令與戒嚴狀態,直到埃及革命迫使穆巴拉克下台，军队接管政权之后才得以解除。
自2011年1月24日开始，埃及发生了举世瞩目的埃及革命，人民普遍對時任埃及總統穆巴拉克、现行制度及生活表示不满，遂漸漸開始示威遊行，要求總統下台並对埃及现行不民主的政治体系制度进行改革；期間總統表示將不退任總統一職，但不參加2011年9月總統選舉競選六連任，由於總統堅持留任並不為人民接受以及期間發生槍戰人民遭槍殺，導致示威遊行範圍自解放廣場(Tahrir Square)擴大到埃及多個省份並進行抗議、示威及靜坐。
2011年2月11日，穆巴拉克透過副總統奧馬爾·蘇萊曼發表離職聲明，政權由埃及武裝部隊最高委員會接管。而前總統穆巴拉克及其近親已搭直升機飛到距離首都開羅400公里，位於紅海度假勝地沙姆沙伊赫(Sharm el-Sheikh)。
2011年11月21日，根據外電報導，執政的軍方最高委員會因政權移交速度牛步化，不滿的民眾再度走上街頭，要求軍方將政權移交給文人政府。衝突中有多名民眾死亡及受傷，新衝突逐漸蔓延到全國各地，軍方面臨強大壓力。11月24日，軍方出乎預料的表達歉意，表示軍方不會戀棧權位，之後的國會大選及總統選舉都會如期舉行。軍方表示現在交出政權「違背」民眾的託付，另一方面示威民眾則表示，若軍方不立刻下臺，他們決不會離開解放廣場。目前衝突雖暫時平息，但隨時有可能再度發生抗爭行動。
2011年11月28日至2012年1月11日，埃及分成三个阶段进行了人民议会的选举工作，结果自由与正义党领导的埃及民主联盟获得498席中的235席，成为议会的第一大党派，极端保守的Al-Nour Party获得107席为第二大党，获得38席的New Wafd Party是第三大党。
2018年3月的總統大選，賽西總統以壓倒性的勝利成功連任，後於2019年4月埃及公投以88.83%的贊成票比例通過修憲，總統任期由4年延長至6年，得連選連任一次。之後賽西於2023年12月的總統大選再次連任，將執政至2030年。